# Tyson Gay
Tyson Lashane Gay (Lexington, 9 agosto 1982) è un velocista statunitense, vincitore di tre medaglie d'oro ai Mondiali di Osaka 2007.
Con il tempo di 9"69 è il secondo atleta più veloce di sempre sui 100 metri piani alla pari con Yohan Blake, dietro al solo Usain Bolt.

## Biografia
Frequenta la Lafayette Senior High School a Lexington, nel Kentucky, mettendosi in luce nell'atletica leggera dove vince molti titoli statali nelle sue due principali specialità: i 100 e i 200 m piani. A livello universitario, Gay gareggia per il Barton Community College e per l'Università dell'Arkansas; nel 2004 vince i 100 m ai campionati outdoor NCAA e nel mese di giugno porta il suo primato personale sui 100 m a 10"06.

### Il debutto internazionale
Nel 2005 si concentra sui 200 m, portando il suo record personale a 19"93, seconda migliore prestazione dell'anno, preceduta solamente da quella ottenuta dal suo compagno di college ed allenamento Wallace Spearmon. Ai Mondiali di Helsinki gareggia nei 200 classificandosi quarto in una gara che passa alla storia perché vede per la prima volta 4 atleti di una stessa nazione - gli USA - classificarsi ai primi quattro posti. Durante la gara della staffetta 4×100 metri Gay fallisce il tentativo di affermarsi come miglior curvatore nella specialità, a causa di un errato passaggio di testimone tra i suoi compagni Mardy Scales e Leonard Scott che comporta la squalifica della squadra statunitense.
Nel 2006 Gay inizia a migliorare le proprie prestazioni. L'11 luglio ottiene il sesto tempo di sempre sui 200 m, 19"70, al Grand Prix IAAF di Losanna, in Svizzera. Nonostante il tempo di rilievo Gay non vince quella gara, venendo preceduto da Xavier Carter il quale, con 19"63, ottiene la terza miglior prestazione della storia. Il 21 luglio, a Retimo, corre i 100 m in 9"88. Il suo primato personale sulla distanza breve viene eguagliato il 18 agosto a Zurigo, in Svizzera, dove è in grado di correre in 9"84. Anche in questo caso si piazza secondo, dietro al giamaicano Asafa Powell che nella stessa gara eguaglia il suo record mondiale per la terza volta in carriera (9"77).
Gay migliora il suo personale sui 200 m il 10 settembre a Stoccarda, durante la IAAF World Athletics Final, vincendo con 19"68 e raggiungendo Frank Fredericks con la quarta prestazione della storia. In quella gara Gay corre la più veloce curva di sempre, arrivando a metà strada dopo soli 9"96; Michael Johnson, quando stabilì il record mondiale di 19"32 sui 200 m, percorse i primi 100 m in 10"12. Alla fine del 2006, Gay detiene il secondo miglior tempo dell'anno ed il quarto di sempre sia sui 100 che sui 200 m.

### 2007: triplo oro ai Mondiali di Osaka

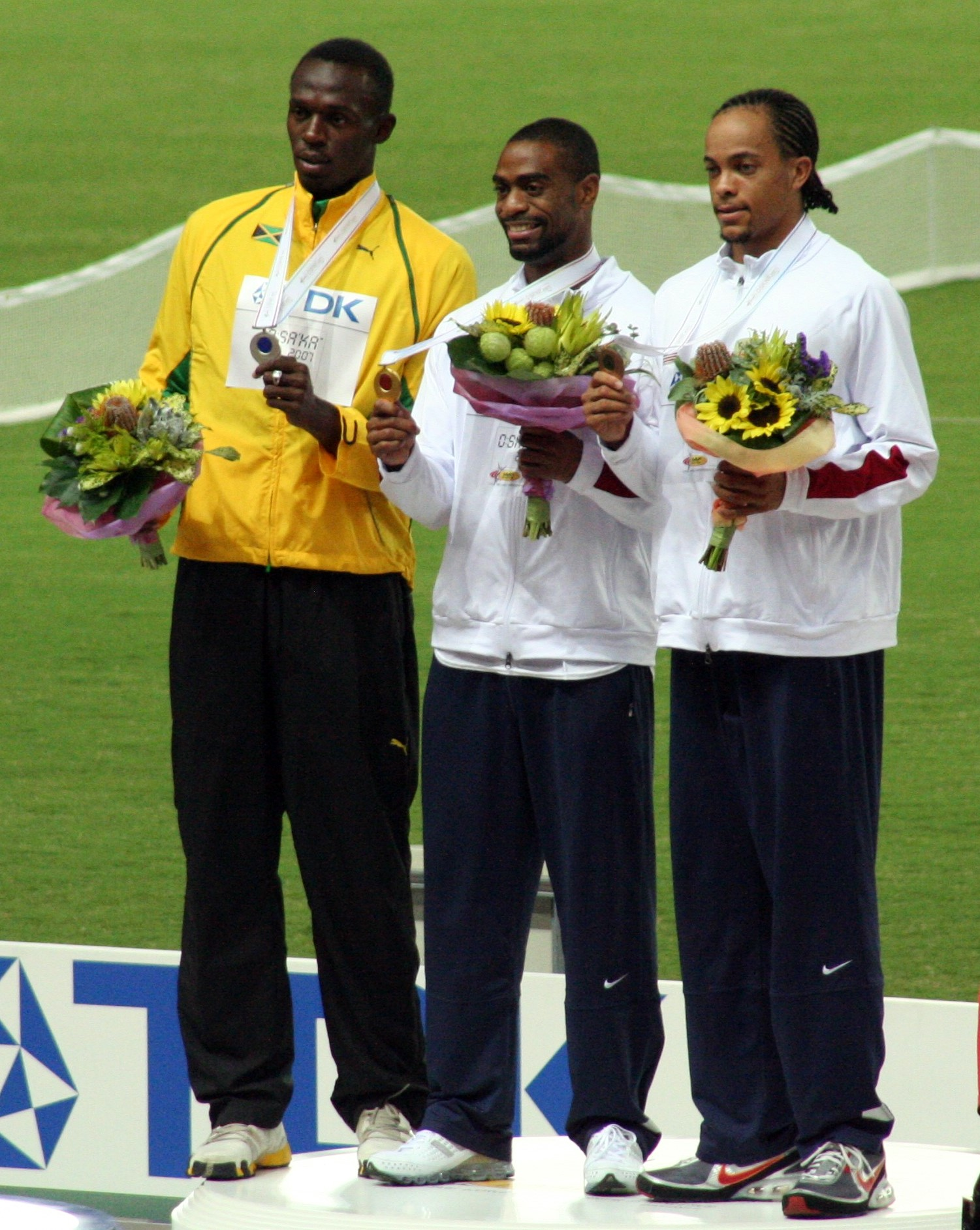
Tyson Gay sul podio dei 200 m di, tra Usain Bolt e Wallace Spearmon

Gay inizia la stagione 2007 con due grandi prestazioni sui 100 m, seppur aiutate dal vento: 9"79 (+2,5 m/s) il 20 maggio all'Adidas Track Classic a Carson, Stati Uniti d'America, e 9"76 (+2,2 m/s) al Reebok Grand Prix il 2 giugno. Con la squalifica di Justin Gatlin, Gay pare essere l'avversario più accreditato di Asafa Powell per il 2007. Il 22 giugno, ai trials ad Indianapolis, Gay vince i 100 m correndoli in 9"84 (-0,5 m/s), precedendo il secondo classificato Trinton Holliday di ben 0"23: un record. Il 24 giugno, sempre ai trials, vince i 200 in 19"62, seconda prestazione di sempre.
Si presenta ai Mondiali di Osaka come favorito nei 200 m piani e come principale avversario di Asafa Powell nei 100 m. Si impone subito nella distanza più breve, mostrando una grande capacità di resistenza alla pressione e alla fatica dei turni successivi, davanti al bahamense Derrick Atkins e al favorito Asafa Powell; il risultato tecnico è notevole: 9"85 con 0,5 m/s di vento contro. Tyson conferma di essere il più forte sprinter bissando il successo nei 200 metri, davanti al giamaicano Usain Bolt e al connazionale Wallace Spearmon; anche in questo caso il tempo (19"76, -0,8 m/s, record dei campionati) è notevole. Gay conduce anche la 4×100 metri al successo (37"78 con Darvis Patton, Wallace Spearmon e Leroy Dixon) e con tre medaglie d'oro è l'atleta più titolato ed il protagonista maschile dei mondiali.

### 2008: delusione ai Giochi olimpici di Pechino
Nel 2008 arriva secondo nella gara in cui Usain Bolt stabilisce il nuovo record mondiale dei 100 metri (9"72 Bolt, che batte il 9"74 ottenuto a Rieti da Asafa Powell, e 9"85 per Gay). Il 28 giugno 2008, nello stesso giorno in cui Bolt vince i trials giamaicani in 9"85 davanti ad un Powell ancora convalescente da un lungo infortunio, Tyson vince il suo quarto di finale dei trials statunitensi con 9"77 (vento +1,6 m/s), nuovo record personale che lo proietta al vertice della classifica statunitense di tutti i tempi e al terzo posto in quella mondiale di sempre. Il giorno dopo, nella finale, non si accontenta della qualificazione olimpica, staccando un 9"68 che sarebbe record mondiale. Il vento è però +4,1 m/s ed il tempo non può essere omologato come primato. Il 5 luglio 2008, sempre ai trials, durante i quarti di finale dei 200 metri, si infortuna agli adduttori e cade, perdendo così la possibilità di competere su questa distanza ai Giochi olimpici di Pechino.
Ai Giochi, non essendosi completamente ristabilito dall'infortunio patito ai trials, non va oltre la semifinale dei 100 metri, mentre nella semifinale della staffetta 4×100 metri, Darvis Patton e lo stesso Gay (Tyson era ultimo frazionista) fanno cadere il testimone al momento del cambio, decretando l'eliminazione per la squadra statunitense.

### 2009: l'argento ai mondiali di Berlino ed i nuovi primati nazionali
Il 30 maggio 2009 vince i 200 m al Reebok Grand Prix di New York con il tempo di 19"58, terza prestazione di sempre. Il 16 agosto 2009, ai Mondiali di Berlino, conquista l'argento nei 100 m con il tempo di 9"71 ottenendo il nuovo record nazionale nonché la terza prestazione di sempre (alle spalle degli ultimi due record mondiali di Bolt di 9"69 e 9"58). Il 18 agosto dà forfait alla gara dei 200 m, gesto che spiega con un dolore all'adduttore sinistro che potrebbe mettere a repentaglio la prova della staffetta 4×100 m, gara a cui non potrà successivamente prendere parte a causa della squalifica in semifinale per cambio irregolare della squadra statunitense.

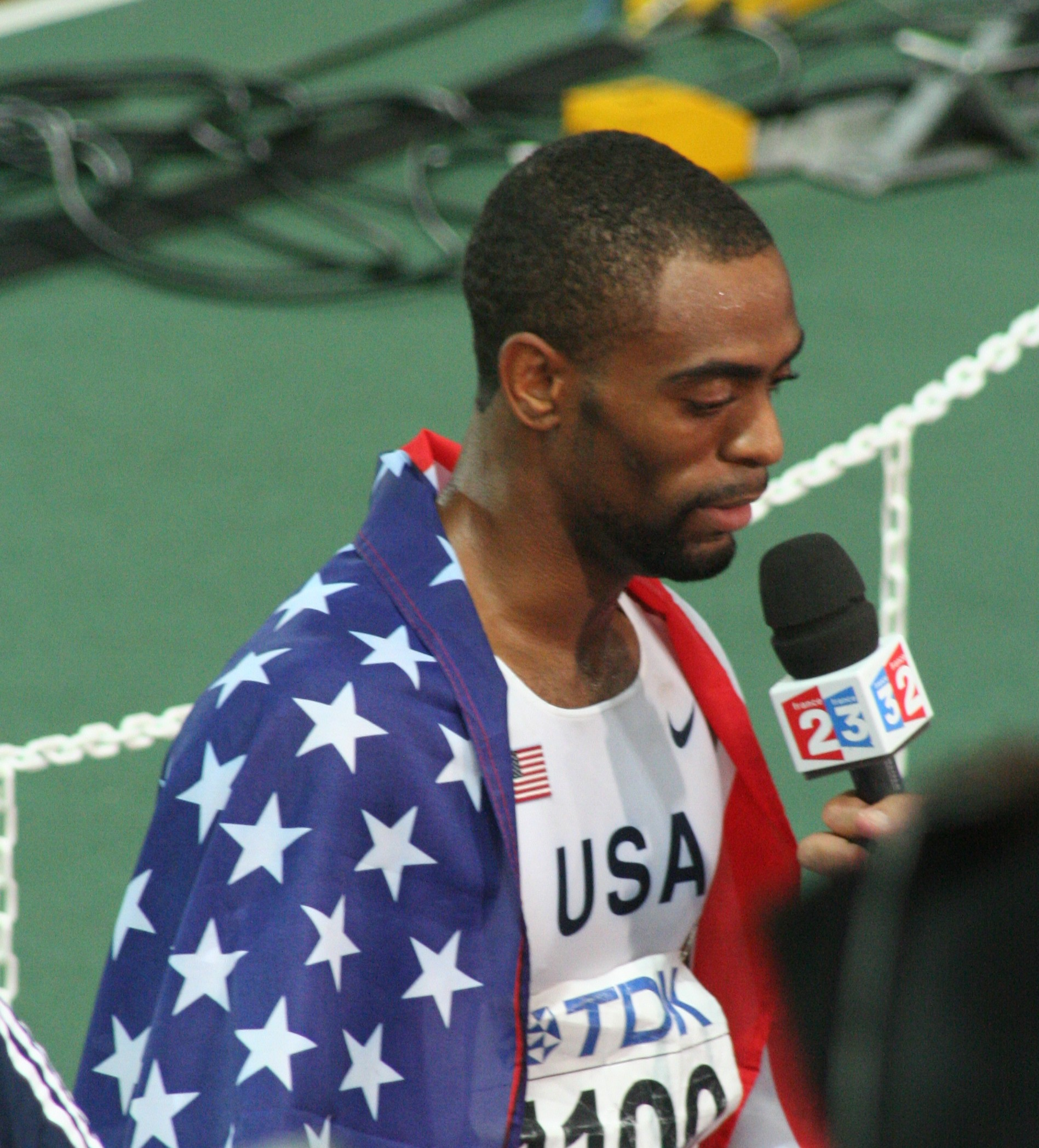
Tyson Gay intervistato durante i Mondiali di

Il 20 settembre 2009, durante il meeting di Shanghai vince i 100 m in 9"69, seconda prestazione mondiale di sempre e tempo che eguaglia il precedente record mondiale di Usain Bolt, ottenuto ai Giochi olimpici di Pechino l'anno precedente.

### 2010: la vittoria nella Diamond League
Il 2010 si rileva particolarmente soddisfacente per Gay, che partecipa a 5 delle 14 tappe della Diamond League vincendone 4. Al DN Galan di Stoccolma riesce a battere il rivale Usain Bolt sui 100 metri (non accadeva da 2 anni) con il tempo di 9"84 contro il 9"97 del giamaicano. Una settimana dopo al Crystal Palace di Londra correndo in 9"78 realizza la miglior prestazione dell'anno sulla distanza (su una pista bagnata e con un vento contrario di 0,4 m/s); il tempo viene successivamente eguagliato a Rieti da Nesta Carter, tuttavia ottenuto con un vento a favore di 0,9 m/s.
Conclude la stagione il 27 agosto al Memorial Van Damme, l'ultima tappa della Diamond League, ottenendo un 9"79 (vento +0,1 m/s) ad un solo centesimo dal primato stagionale, davanti a Nesta Carter (9"85) e Yohan Blake (9"91), confermando il primo posto in classifica.
Nello stesso anno, il 17 aprile, corre a Gainesville in Florida, i 400 metri in 44"89, diventando il primo uomo a scendere contemporaneamente sotto i 10 secondi nei 100 m, sotto i 20 secondi nei 200 m e sotto i 45 secondi nei 400 m.

### 2011: l'infortunio e la rinuncia ai mondiali
Tyson Gay inizia molto bene la stagione correndo al meeting di Clermont in 9"79 (vento +1,1 m/s) e imponendosi come leader stagionale sui 100 metri. L'11 giugno, all'Adidas Grand Prix, dopo tre false partenze, viene battuto dal giamaicano Steve Mullings per questione di millesimi di secondo, entrambi infatti corrono in 10"26, tempo condizionato da un fortissimo vento contrario di 3,4 m/s.
Purtroppo ai trials di Eugene, validi per l'accesso ai Mondiali di Taegu e dove parte da favorito, si infortuna agli adduttori durante il riscaldamento che precede la semifinale dei 100 metri, dovendo così rinunciare alla gara e di conseguenza alla rassegna iridata. Il suo primato viene poi battuto da Asafa Powell a Losanna con 9"78 (anch'egli non parteciperà ai mondiali a causa di un infortunio) e da Usain Bolt (che ai mondiali viene squalificato per falsa partenza) a Bruxelles con 9"76.

### 2012: i Giochi olimpici di Londra

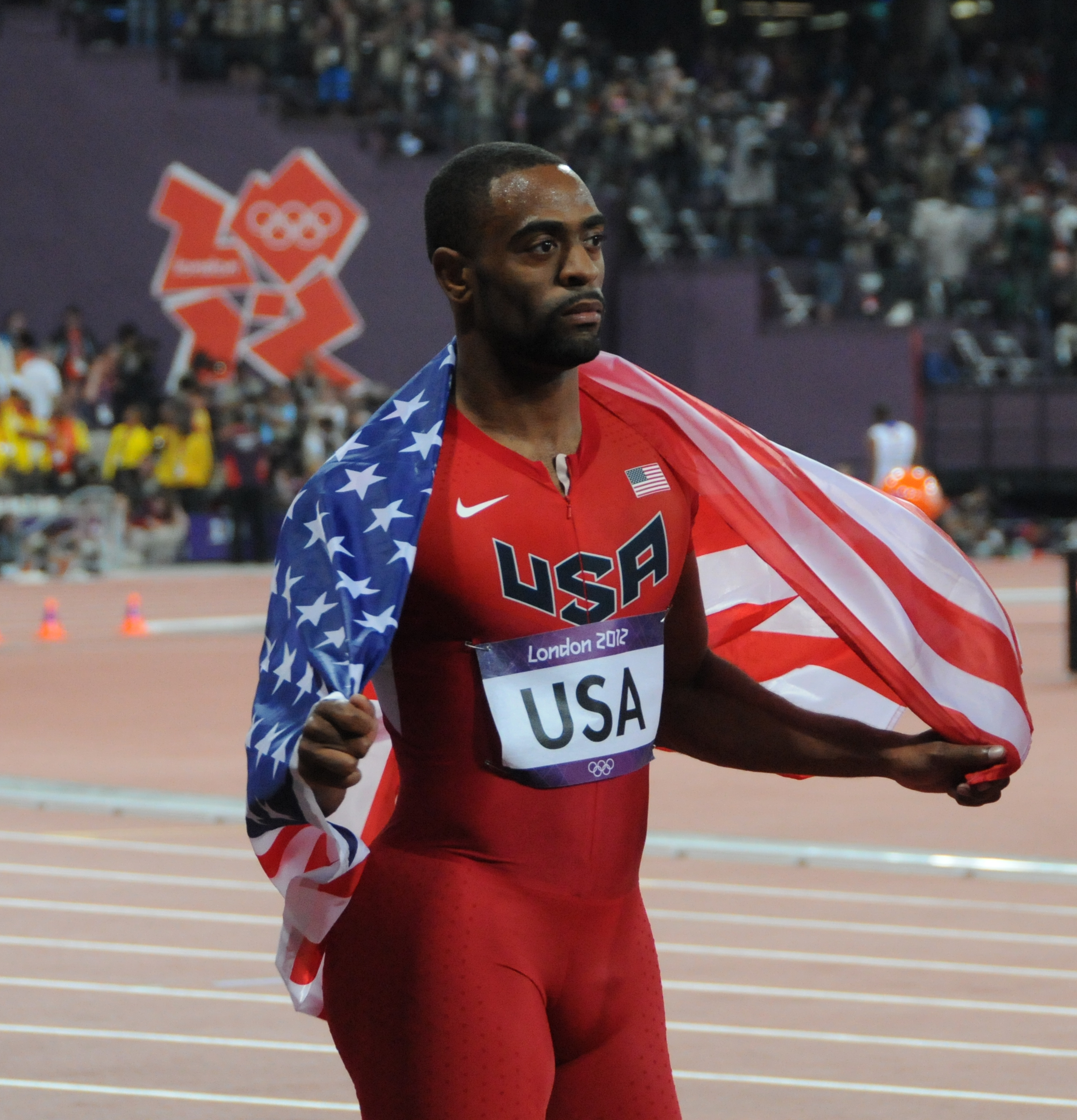
Tyson Gay ai Giochi olimpici di

Il 6 giugno 2012 Gay ritorna a gareggiare all'Adidas Grand Prix, in una finale secondaria e l'esordio è più che soddisfacente: 10 secondi netti con un 1,5 m/s di vento contrario, distaccando di ben 3 decimi di secondo esatti i due giamaicani Kemar Bailey-Cole e Jason Young. Il 24 giugno prende parte alla finale dei 100 metri ai trials statunitensi; questa volta non sopraggiunge alcun infortunio e in finale riesce a qualificarsi per i Giochi olimpici di Londra arrivando secondo con 9"86 dietro a Justin Gatlin che vince in 9"80 (vento +1,8 m/s).
Il 6 luglio al meeting Areva si prende una piccola rivincita sul campione nazionale correndo in 9"99 contro 10"03 in totale assenza di vento, ripetendosi poi al London Grand Prix con il tempo di 10"03 (vento -1,2 m/s).
Sabato 4 agosto ai Giochi olimpici di Londra si qualifica tranquillamente in batteria con 10"08, mentre il giorno dopo in semifinale arriva secondo dietro a Yohan Blake che con 9"85 lo supera di cinque centesimi. In finale riesce a correre un eccellente 9"80 (vento +1,5 m/s), ma non riesce a salire sul podio per un centesimo, arrivando quarto dietro a Usain Bolt (9"63), Yohan Blake (9"75) e Justin Gatlin 9"79, battendo così un singolare primato: quello della più veloce medaglia di legno della storia, gli verrà però presto revocato, risultando nel 2013 positivo a una sostanza dopante, che gli costerà oltre alla squalifica l'annullamento dei tempi registrati da luglio.
L'11 agosto corre la staffetta 4×100 metri insieme a Trell Kimmons, Justin Gatlin e Ryan Bailey, in rappresentanza degli Stati Uniti d'America, che con 37"04 riescono a battere il primato nazionale di 37"38 (realizzato in semifinale) e a eguagliare il precedente record mondiale; tuttavia la squadra giamaicana, composta da Nesta Carter, Michael Frater, Yohan Blake e Usain Bolt vince in 36"84, abbassando ulteriormente il record e costringendo gli USA alla medaglia d'argento.
Alla conclusione dei Giochi affronta il vice-campione olimpico Yohan Blake all'Athletissima di Losanna e con 9"83 sfiora il suo primato stagionale, arrivando tuttavia secondo dietro il giamaicano, che con 9"69 diventa il secondo uomo più veloce della storia insieme allo stesso Gay, che corse quel tempo nel 2009, a Shanghai. Al meeting di Zurigo si ritrova a fronteggiare nuovamente Blake, ma stavolta incappa in una falsa partenza che gli causa la squalifica.

### Stagione 2013
La stagione per Gay inizia il 4 maggio a Kingston dove, in assenza di Bolt e Blake, realizza un 9"86, reso ancor più significativo da una partenza disastrosa.
Il 14 luglio annuncia pubblicamente di essere risultato positivo ad una non specificata sostanza dopante dopo un controllo effettuato il 16 maggio. Insieme a lui sono stati colti in fallo altri noti atleti, tra cui il rivale Asafa Powell.

### Stagione 2014
Ad inizio maggio Gay viene squalificato per due anni dalla WADA. La squalifica è retroattiva ed i suoi risultati vengono cancellati a partire da luglio 2012, compreso l'argento nella 4×100 m ottenuto ai Giochi olimpici di Londra. Il 2 giugno annuncia il suo ritorno alle gare, con la presenza il 3 luglio nella tappa della Diamond League di Losanna sui 100 m.

## Vita privata
Il 16 ottobre 2016 la figlia quindicenne Trinity, anch'essa atleta, rimane uccisa nel parcheggio di un ristorante dopo essere stata colpita al collo da un proiettile vagante, durante un conflitto a fuoco tra due auto.

## Record nazionali

### Seniores
- 100 metri piani: 9"69 ( Shanghai, 20 settembre 2009)
- Staffetta 4×100 metri: 37"38 ( Nassau, 2 maggio 2015) (Mike Rodgers, Justin Gatlin, Tyson Gay, Ryan Bailey)

## Progressione

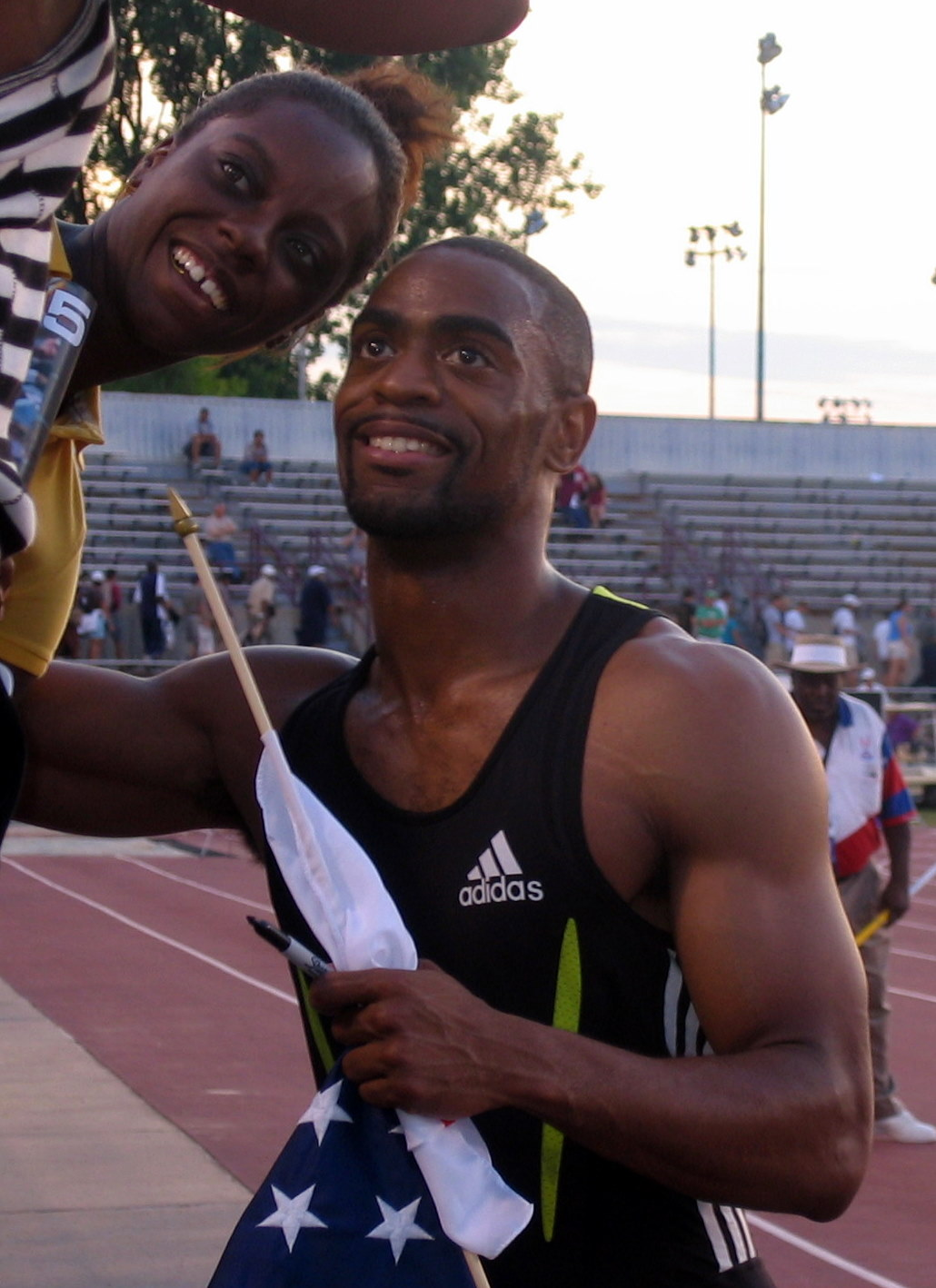
Tyson Gay ai campionati nazionali statunitensi del 2007

### 100 metri piani
| Stagione | Tempo | Luogo        | Data      | Rank. Mond. |
| -------- | ----- | ------------ | --------- | ----------- |
| 2018     | 10"11 | Clermont     | 12-5-2018 | 66º         |
| 2017     | 10"17 | Sacramento   | 22-6-2017 | 96º         |
| 2016     | 9"97  | Montverde    | 11-6-2016 | 20º         |
| 2015     | 9"87  | Eugene       | 26-6-2015 | 8º          |
| 2014     | 9"93  | Losanna      | 3-7-2014  | 5º          |
| 2012     | 9"86  | Eugene       | 24-6-2012 | 5º          |
| 2011     | 9"79  | Clermont     | 4-6-2011  | 3º          |
| 2010     | 9"78  | Londra       | 13-8-2010 | 1º          |
| 2009     | 9"69  | Shanghai     | 20-9-2009 | 2º          |
| 2008     | 9"77  | Eugene       | 28-6-2008 | 3º          |
| 2007     | 9"84  | Indianapolis | 22-6-2007 | 2º          |
| 2006     | 9"84  | Zurigo       | 18-8-2006 | 2º          |
| 2005     | 10"08 | Rieti        | 28-8-2005 | 17º         |
| 2004     | 10"06 | Austin       | 11-6-2004 | 14º         |
| 2003     | 10"17 | Levelland    | 9-5-2003  | 47º         |
| 2002     | 10"27 | Palo Alto    | 21-6-2002 | 99º         |
| 2001     | 10"28 | Lafayette    | 9-5-2001  | 119º        |
| 2000     | 10"56 | Amherst      | 28-7-2000 |             |

### 200 metri piani
| Stagione | Tempo | Luogo        | Data      | Rank. Mond. |
| -------- | ----- | ------------ | --------- | ----------- |
| 2017     | 20"60 | Sacramento   | 24-6-2017 | 144º        |
| 2016     | 20"16 | Eugene       | 8-7-2016  | 28º         |
| 2014     | 20"22 | Monaco       | 18-7-2014 | 20º         |
| 2010     | 19"72 | Monaco       | 22-7-2010 | 2º          |
| 2009     | 19"58 | New York     | 30-5-2009 | 2º          |
| 2008     | 20"00 | Kingston     | 3-5-2008  | 6º          |
| 2007     | 19"62 | Indianapolis | 24-6-2007 | 1º          |
| 2006     | 19"68 | Stoccarda    | 10-9-2006 | 3º          |
| 2005     | 19"93 | Sacramento   | 9-6-2005  | 2º          |
| 2004     | 20"07 | Sacramento   | 16-7-2004 | 6º          |
| 2003     | 20"56 | Levelland    | 9-5-2003  | 63º         |
| 2002     | 20"88 | Norman       | 13-4-2002 | 161º        |
| 2001     | 21"54 | Raleigh      | 16-6-2001 |             |
| 2000     | 21"27 | Knoxville    | 22-4-2000 |             |

### 400 metri piani
| Stagione | Tempo | Luogo       | Data      | Rank. Mond. |
| -------- | ----- | ----------- | --------- | ----------- |
| 2017     | 47"78 | Clermont    | 15-4-2017 | 1260º       |
| 2010     | 44"89 | Gainesville | 17-4-2010 | 16º         |
| 2009     | 45"57 | Austin      | 2-5-2009  | 51º         |

## Palmarès
| Anno | Manifestazione  | Sede           | Evento      | Risultato  | Prestazione | Note                                    |
| ---- | --------------- | -------------- | ----------- | ---------- | ----------- | --------------------------------------- |
| 2005 | Mondiali        | Helsinki       | 200 m piani | 4º         | 20"34       |                                         |
| 2007 | Mondiali        | Osaka          | 100 m piani | Oro        | 9"85        |                                         |
| 2007 | Mondiali        | Osaka          | 200 m piani | Oro        | 19"76       | Record dei campionati                   |
| 2007 | Mondiali        | Osaka          | 4×100 m     | Oro        | 37"78       | Miglior prestazione mondiale stagionale |
| 2008 | Giochi olimpici | Pechino        | 100 m piani | Semifinale | 10"05       |                                         |
| 2008 | Giochi olimpici | Pechino        | 4×100 m     | Batteria   | dnf         |                                         |
| 2009 | Mondiali        | Berlino        | 100 m piani | Argento    | 9"71        | Record nazionale                        |
| 2012 | Giochi olimpici | Londra         | 100 m piani | dq         | 9"80        | [ 13 ]                                  |
| 2012 | Giochi olimpici | Londra         | 4×100 m     | dq         | 37"04       | [ 13 ]                                  |
| 2015 | World Relays    | Nassau         | 4×100 m     | Oro        | 37"38       | Record dei campionati                   |
| 2015 | Mondiali        | Pechino        | 100 m piani | 6º         | 10"00       |                                         |
| 2015 | Mondiali        | Pechino        | 4×100 m     | Finale     | dq          |                                         |
| 2016 | Giochi olimpici | Rio de Janeiro | 4×100 m     | Finale     | dq          |                                         |

## Campionati nazionali
- 4 volte campione nazionale nei 100 m piani (2006, 2007, 2008, 2015)
- 1 volta campione nazionale nei 200 m piani (2007)
- 1 volta campione NCAA nei 100 m piani (2004)

## Altre competizioni internazionali
2005
- Oro alla World Athletics Final ( Monaco), 200 m piani - 19"96

2006
- Bronzo alla World Athletics Final ( Stoccarda), 100 m piani - 9"92
- Oro alla World Athletics Final ( Stoccarda), 200 m piani - 19"68
- Oro in Coppa del mondo ( Atene), 100 m piani - 9"88
- Oro in Coppa del mondo ( Atene), 4×100 m - 38"25

2009
- Oro alla World Athletics Final ( Salonicco), 100 m piani - 9"88

2010
- Oro in Coppa continentale ( Spalato), 4×100 m - 38"25
- Vincitore della Diamond League nella specialità dei 100 m piani (16 punti)

## Riconoscimenti
- Atleta mondiale dell'anno (2007)